# متلازمة كولشوتر تونز
متلازمة كولشوتر تونز (كيه تي إس)، وتُدعى ايضًا متلازمة نقص التعرق الدماغية المينائية، هي متلازمة وراثية نادرة تتميز بالصرع والتأخر أو التراجع النفسي الحركي والإعاقة الذهنية واصفرار الأسنان بسبب تخلق الميناء الناقص (تشكل شاذ لميناء الأسنان). تعد هذه المتلازمة نوعًا من خلل التنسج الأديمي الظاهر.
تعد المتلازمة ذات وراثة جسمية مقهورة وتظهر الأعراض في الطفولة المبكرة. وُصفت المتلازمة لأول مرة عام 1974 من قبل ألفريد كولشوتر وزملائه. شُخصت لدى 24 فردًا فقط حتى عام 2012. لا يرتبط المرض بأي متلازمات صرعية أخرى معروفة. تترافق بعض الحالات وليس جميعها بطفرات في جين يدعى ROGDI. يعد جين SLC13A5 أيضًا أحد الجينات التي ترتبط بهذه الحالة. ظهر تشخيص هذه المتلازمة في سويسرا وصقلية وفي جماعة الدروز في شمال إسرائيل بالإضافة إلى بعض أجزاء أوروبا الغربية.

## الأعراض والعلامات
تشمل الأعراض الوحيدة التي ظهرت باستمرار في الحالات الأربع والعشرين الصرع وتخلق الميناء الناقص في الأسنان الأولية والثانوية وتأخر النمو. تظهر جميع الأعراض التي يعاني منها المريض بدرجات متفاوتة في كل حالة.
تترافق متلازمة كولشوتر تونز مع بعض الأعراض الجسدية. يعد تخلق الميناء الناقص أكثر الأعراض بروزًا ويعطي الأسنان لونًا بنيًا أصفر مصبوغًا. يكون الميناء رقيقًا وخشنًا ومعرضًا للتفتت. شوهد نوعان من تخلق الميناء الناقص (أيه آي) لدى مرضى متلازمة كولشوتر تونز. يعد نقص التنسج أول هذين النوعين وينتج عن نقص نمو الميناء، أما الثاني فهو نقص تكلس يجعل الميناء ناعمًا وطباشيريًا. ظهر تخلق الميناء الناقص بصفته متلازمة متغايرة ولكن لوحظت حالات متجانسة في متلازمة كولشوتر تونز. تشمل الأعراض الجسمية الأخرى التي ظهرت في بعض الحالات الإبهام وأصابع القدم العريضة وصغر الرأس والشعر الخشن وعدم التناظر الطفيف في الجمجمة والشقوق الجفنية المائلة للأعلى والتي تتميز بكون الزوايا الخارجية للعينين أعلى من الطبيعي، والنثرة الملساء التي تتميز بعدم وجود انخفاض مركزي أعلى الشفة.
تتظاهر متلازمة كولشوتر تونز أيضًا بأعراض تؤثر في قدرة المريض على أداء وظائفه. قد يعاني المريض من عدم تطور المهارات اللغوية أو نقص تطورها بدرجات متفاوتة، بالإضافة إلى نقص التطور النقلي وهي القدرة على التحرك. يتظاهر المرضى أيضًا بتأخر تطور شامل. ترتبط شدة الأعراض بشدة بدء الصرع وتواتره وزمنه لدى المريض بالإضافة إلى استجابته للعلاج الخاص بالنوبات الصرعية. في بعض الحالات الشديدة، يتطور لدى المريض شلل رباعي تشنجي، وهو فقدان وظيفة الأطراف الأربعة.
ظهر التباين الشديد في الأعراض جيدًا لدى عائلة فيها خمسة أطفال مصابين بالمتلازمة. كان الطفل الأولى في حالة إنباتية وتوفي بعمر السنتين. أبدى الطفل الثاني تأخرًا في التطور الحركي النفسي بعمر الشهر، وكان الصرع غير مستجيب للعلاج في عمر التسعة أشهر. كان هذا الطفل غير قادر على النطق أو الحركة. كان الصرع لدى الطفلة الثالثة مستجيبًا على العلاج وكانت قادرة على الحركة، ولكنها عانت من إعاقة ذهنية وتمتعت بقدرات نطق بسيطة. أظهر الطفل الرابع تأخرًا في النمو في عمر الستة أشهر وكانت النوبات الصرعية لديه مستجيبة جزئيًا فقط على العلاج. كان الطفل غير قادر على النطق وكانت حركته غريبة. تبين أن الطفل الخامس قادر على الحركة دون النطق وكانت نوبات الصرع لديه مستجيبة جزئيًا على العلاج. لوحظ هذا التنوع بين حالات متلازمة كولشوتر تونز الأخرى ايضًا.

## وراثيات
تشير أنساب المصابين بمتلازمة كولشوتر تونز إلى وجود وراثة جسمية متنحية. رُبطت عدة طفرات في جين ROGDI بالسبب وراء متلازمة كولشوتر تونز، ولكن لم يُعثر على صلة بين تشوه الميناء ووظيفة الدماغ المتحورة لدى المرضى.

### جين ROGDI
يقع جين ROGDI على الصبغي 16 ويتألف من 11 إكسونًا. يحوي بروتين ROGDI على 287 حمض أميني وله شكل سحاب لوسين. تعد وظيفة هذا البروتين غير معروفة في الوقت الراهن. أظهرت دراسة التعبيرات أن الجين يعبر عن نفسه بشدة في الحصين. يعبر الجين عن نفسه بشدة أيضًا في أجزاء أخرى من الدماغ البالغ والحبل الشوكي والدم المحيطي والقلب ونقي العظم. أظهرت هذه الدراسات مستوى منخفضًا من التعبير في الدماغ الجنيني، الأمر الذي يتوافق مع بدء الأعراض بعد شهر من الولادة على أقل تقدير. قدم تلوين البروتين دليلًا يدعم احتمال كون بروتين ROGDI جزءًا من الغلاف النووي. تشير الدراسات أيضًا إلى أن ROGDI قد يتفاعل مع DISC1 والذي يشارك في تكاثر الخلايا العصبية وهجرة الخلايا العصبية البينية القشرية وتمايزها.
تؤدي جميع طفرات RODGI، والتي تشمل انزياح الإطار والطفرة الهرائية وتغيير المواقع المتلاصقة، إلى تفكك مبكر للرنا المرسال أو تغير بنية البروتين ما يتسبب في نقص وظيفته.

#### طفرة انزياح الإطار
أُصيبت إحدى العائلات بطفرة انزياح إطار تُدعى c.366dupA. أدى هذا التضاعف الذي نتج عنه انزياح الإطار إلى كودون توقف مبكر في جين RODGI بعد الحمض الأميني التاسع عشر.

#### الطفرة الهرائية
أدت طفرة تُدعى c.507delC ناتجة عن حذف السيتوزين في الموقع 507 إلى ظهور الطفرة الهرائية. تعد الطفرة الهرائية طفرة نقطية تتسبب في كودون توقف مبكر. امتلكت خمس عائلات مصابة الطفرة الهرائية المسماة c.268C>T والتي يحل فيها التايمين محل السيتوزين في الموقع 268 على الإكسون الخامس.

#### طفرة تغيير المواقع المتلاصقة
لوحظ وجود ثلاثة أنواع من طفرة تغيير المواقع المتلاصقة لدى مرضى متلازمة كولشوتر تونز. يُعرف النوع الأول باسم c.45+9_45+20del ويمنع التعرف على موقع اللصق في الإنترون الأول. يؤدي هذا الأمر إلى انزياح إطار في الجين ما يتسبب في كودون توقف مبكر في الإكسون الثالث. يعد c.531+5G>C نوعًا معروفًا آخر. تدمر هذه الطفرة مواقع مستقبل اللصق ومواقع المانح ما يؤدي إلى حذف داخل الإطار. يتمتع البروتين الناتج عن هذا الجين ببنية متحورة بشدة ولا يكون وظيفيًا. يُعرف النوع الأخير باسم c.532=2A>T ويحدث في الإنترون السابع. تدمر هذه الطفرة أيضًا مواقع مستقبل اللصق ومواقع المانح بسبب دمج 83 نكليوتيدًا إضافيًا قبل الإكسون الثامن في الرنا المرسال. تتسبب هذه الطفرة في تحلل متواسط بالطفرة الهرائية في الرنا المرسال.

### الطفرات المتعلقة بالجين
لم يُعثر على طفرة في RODGI لدى العائلات العشر جميعها في الواقع، وظهر تنوع ملحوظ بين الأفراد المصابين، ولذلك يحتمل أن تكون المتلازمة متلازمة جين ملاصق. تحدث متلازمة الجين الملاصق حين تصاب عدة جينات بتحور في منطقة صبغية صغيرة.
من المعروف أن تخلق الميناء الناقص ينتج عن طفرات جينية أخرى. يشكل قالب القراءة المفتوح 26 للصبغي الرابع (C4orf26) وSLC24A4، واللذان يعزلان بطريقة جسدية متنحية، مثالين على ذلك.

## تاريخ المتلازمة
في عام 1974، لفت الدكتور تونز انتباه ألفريد كولشوتر إلى رضيع يعاني من مرض دماغي قاتل. تضمنت أعراض الرضيع فقدان المهارات الحركية والإعاقة العقلية والصرع وفقد الميناء. أبدى الرضيع أيضًا علامات انحلال المايلين ولم ينتج كمية العرق التي ينتجها الشخص الطبيعي ما أدى إلى تطور مصطلح متلازمة نقص التعرق الدماغية المينائية. تعد العلاقة بين الأعراض العصبية وإصابة الميناء غير معروفة.